# Dovezence
Dovezence (macedónul: Довезенце) település Észak-Macedóniában, az Északkeleti körzetben, Kumanovo községben.

## Népesség
| Lakosok száma | 752  | 796  | 762  | 612  | 392  | 210  | 167  | 123  | 83   |
|               | 1948 | 1953 | 1961 | 1971 | 1981 | 1991 | 1994 | 2002 | 2021 |

- 2002-ben 123 lakosa volt, akik mindannyian macedónok.